# Guldsolen
Guldsolen var TV4:s Nyhetsmorgons filmpris. Pristagaren utsågs enväldigt av Nils Petter Sundgren som var programmets filmkrönikör åren 1993–2006. Sundgren delade ut priset till den han ansåg gjort viktiga insatser för filmkonsten. Oftast för det gångna året men några gånger för insatser under längre tid. Priset delades ut i januari varje år mellan 1994 och 2008. Priset bestod av en röd (de första åren en gul) "sol" av glas, fäst vid en fot av trä.

## Pristagare
- 1994 Suzanne Reuter
- 1995 Bo Widerberg
- 1996 Max von Sydow
- 1997 Jan Troell
- 1998 Lukas Moodysson
- 1999 Samuel Haus
- 2000 Josef Fares
- 2001 Sven Wollter
- 2002 Michael Nyqvist
- 2003 Ann Petrén
- 2004 Mikael Persbrandt
- 2005 Maria Lundqvist
- 2006 Rainer Hartleb
- 2007 Sofia Ledarp
- 2008 Maria Heiskanen